# دهستان فین
دهستان فین، یکی از دهستان‌های بخش فین شهرستان بندرعباس در استان هرمزگان ایران است. مرکز این دهستان، شهر فین است.

## جمعیت
بر پایه سرشماری عمومی نفوس و مسکن در سال ۱۳۹۵، جمعیت دهستان فین برابر با ۱۰٬۴۱۵ نفر بوده‌است.